# Olios valenciae
Olios valenciae är en spindelart som beskrevs av Embrik Strand 1916. Olios valenciae ingår i släktet Olios och familjen jättekrabbspindlar.
Artens utbredningsområde är Venezuela. Inga underarter finns listade i Catalogue of Life.